# Conopidae
La famiglia Conopidae comprende mosche appartenenti al sottordine Brachycera. Queste mosche sono distribuite in tutto il mondo tranne che ai poli e in molte isole del Pacifico. Circa 800 sono le specie appartenenti ai 47 generi esistenti, 70 delle quali in Nord America. La maggior parte dei Conopsidi sono neri e gialli, sorprendentemente simili alle vespe e alle api.